# 채널A 시청자 마당
《채널A 시청자 마당》은 매주 금요일 아침 6시에 방송되는 TV비평 옴부즈맨 프로그램이다.

## 기획 의도
- 채널A 프로그램들에 대한 시청자의 다양한 의견을 가감 없이 전달하는 TV비평 옴부즈맨 프로그램이다.

## 진행자
| 역대 | 진행자 | 진행자 | 진행 기간                         |
| ---- | ------ | ------ | --------------------------------- |
| 1대  | 정재환 | 최서영 | 2011년 12월 9일 ~ 2013년 7월 26일 |
| 2대  | 김동률 | 최서영 | 2013년 8월 2일 ~ 2015년 4월 10일  |
| 3대  | 정규현 | 최서영 | 2015년 4월 17일 ~ 2016년 4월 1일  |
| 4대  | 김태욱 | 최서영 | 2016년 4월 8일 ~ 4월 22일         |
| 5대  | 김태욱 | 손제원 | 2016년 4월 29일 ~ 10월 7일        |
| 6대  | 김태욱 | 황수민 | 2016년 10월 14일 ~ 현재           |

## 방송 시간
| 방송 채널 | 방송 기간                           | 방송 시간                            |
| --------- | ----------------------------------- | ------------------------------------ |
| 채널A     | 2011년 12월 8일 ~ 2012년 11월 16일  | 매주 금요일 낮 12시 10분 ~ 1시 10분  |
| 채널A     | 2012년 11월 23일 ~ 2012년 11월 30일 | 금요일 새벽 5시 50분 ~ 6시 50분      |
| 채널A     | 2012년 12월 7일 ~ 2012년 12월 28일  | 매주 금요일 새벽 4시 50분 ~ 5시 50분 |
| 채널A     | 2013년 1월 4일 ~ 2013년 3월 8일     | 매주 금요일 새벽 5시 50분 ~ 6시 50분 |
| 채널A     | 2013년 3월 15일 ~ 2013년 10월 25일  | 매주 금요일 새벽 5시 20분 ~ 6시 20분 |
| 채널A     | 2013년 11월 1일 ~ 2014년 1월 24일   | 매주 금요일 아침 6시 ~ 7시           |
| 채널A     | 2014년 1월 31일 ~ 2014년 3월 7일    | 매주 금요일 새벽 5시 50분 ~ 6시 50분 |
| 채널A     | 2014년 3월 14일 ~ 2014년 3월 21일   | 금요일 새벽 4시 55분 ~ 5시 55분      |
| 채널A     | 2014년 3월 28일 ~ 2014년 4월 18일   | 매주 금요일 새벽 4시 40분 ~ 5시 40분 |
| 채널A     | 2014년 4월 25일 ~ 2014년 8월 3일    | 매주 금요일 아침 6시 ~ 7시           |
| 채널A     | 2014년 8월 10일 ~ 2014년 8월 31일   | 매주 일요일 아침 7시 ~ 8시           |
| 채널A     | 2014년 9월 6일 ~ 2014년 11월 1일    | 매주 토요일 아침 6시 50분 ~ 7시 50분 |
| 채널A     | 2014년 11월 7일 ~ 2014년 12월 26일  | 매주 금요일 새벽 5시 40분 ~ 6시 40분 |
| 채널A     | 2015년 1월 2일 ~ 현재               | 매주 금요일 아침 6시 ~ 7시           |

## 코너
- 프로그램 talk talk
- 클릭! 다시보기
- 쓴 소리 단 소리
- 올바른 우리말
- 평가원 보고

## 같이 보기
- TV비평 시청자데스크 (KBS 1TV)
- 탐나는 TV (MBC TV)
- 열린 TV 시청자 세상 (SBS TV)
- 시청자 의회 (JTBC)
- 열린비평 TV를 말하다 (TV조선)
- 열린TV 열린세상 (MBN)
- YTN 시민데스크 (YTN)
- 바로보는TV 옴부즈맨 (연합뉴스TV)
- 클릭 KNN 시청자 세상 (KNN)
- 열린TBC (TBC)
- 열린 TV 시청자세상 (kbc)
- G1 열린 TV 시청자 세상 (G1방송)